# Вільногірська міська рада
Вільногі́рська міська́ ра́да — адміністративно-територіальна одиниця та орган місцевого самоврядування у Дніпропетровській області. Адміністративний центр — місто Вільногірськ.

## Загальні відомості
- Територія ради: 10 км²
- Населення ради: 23 625 осіб (станом на 1 серпня 2015 року)[1]

## Населені пункти
Міській раді підпорядковані населені пункти:
- м. Вільногірськ

## Населення
Розподіл населення за віком та статтю (2001):
| Стать | Всього | До 15 років | 15-24 | 25-44 | 45-64 | 65-85 | Понад 85 |
| --- | ------ | ----------- | ----- | ----- | ----- | ----- | -------- |
| Чоловіки | 11 217 | 2127        | 1621  | 3765  | 2794  | 891   | 19       |
| Жінки | 12 863 | 2088        | 1626  | 3963  | 3755  | 1358  | 73       |
| \| Статево-вікова піраміда \| Статево-вікова піраміда \| Статево-вікова піраміда \| \| ----------------------- \| ----------------------- \| ----------------------- \| \| Чоловіки \| Вік \| Жінки \| \| 19 \| 85 + \| 73 \| \| 27 \| 80-84 \| 102 \| \| 133 \| 75-79 \| 261 \| \| 261 \| 70-74 \| 418 \| \| 470 \| 65-69 \| 577 \| \| 958 \| 60-64 \| 1302 \| \| 529 \| 55-59 \| 795 \| \| 601 \| 50-54 \| 843 \| \| 706 \| 45-49 \| 815 \| \| 911 \| 40-44 \| 1013 \| \| 1031 \| 35-39 \| 1055 \| \| 899 \| 30-34 \| 992 \| \| 924 \| 25-29 \| 903 \| \| 788 \| 20-24 \| 790 \| \| 833 \| 15-20 \| 836 \| \| 922 \| 10-14 \| 945 \| \| 688 \| 5-9 \| 680 \| \| 517 \| 0-4 \| 463 \| |        |             |       |       |       |       |          |
| Статево-вікова піраміда |        |             |       |       |       |       |          |
| Чоловіки | Вік    | Жінки       |       |       |       |       |          |
| 19 | 85 +   | 73          |       |       |       |       |          |
| 27 | 80-84  | 102         |       |       |       |       |          |
| 133 | 75-79  | 261         |       |       |       |       |          |
| 261 | 70-74  | 418         |       |       |       |       |          |
| 470 | 65-69  | 577         |       |       |       |       |          |
| 958 | 60-64  | 1302        |       |       |       |       |          |
| 529 | 55-59  | 795         |       |       |       |       |          |
| 601 | 50-54  | 843         |       |       |       |       |          |
| 706 | 45-49  | 815         |       |       |       |       |          |
| 911 | 40-44  | 1013        |       |       |       |       |          |
| 1031 | 35-39  | 1055        |       |       |       |       |          |
| 899 | 30-34  | 992         |       |       |       |       |          |
| 924 | 25-29  | 903         |       |       |       |       |          |
| 788 | 20-24  | 790         |       |       |       |       |          |
| 833 | 15-20  | 836         |       |       |       |       |          |
| 922 | 10-14  | 945         |       |       |       |       |          |
| 688 | 5-9    | 680         |       |       |       |       |          |
| 517 | 0-4    | 463         |       |       |       |       |          |

## Склад ради
Рада складається з 26 депутатів та голови.
- Голова ради: Василенко Володимир Павлович

### Керівний склад попередніх скликань
| Прізвище, ім'я, по батькові  | Основні відомості                                                            | Дата обрання | Дата звільнення |
| ---------------------------- | ---------------------------------------------------------------------------- | ------------ | --------------- |
| Федоренко Віталій Павлович   | Міський голова, 1975 року народження, освіта вища, член Партії регіонів      | 12.06.2008   | 31.10.2010      |
| Федоренко Віталій Павлович   | Міський голова, 1975 року народження, освіта вища, член Партії регіонів      | 31.10.2010   | 25.10.2015      |
| Василенко Володимир Павлович | Міський голова, 1966 року народження, освіта вища, член партії «Відродження» | 25.10.2015   |                 |

Примітка: таблиця складена за даними сайту Верховної Ради України та ЦВК

### Депутати VII скликання
За результатами місцевих виборів 2015 року депутатами ради стали:

#### За суб'єктами висування
| Суб'єкт висування                                          | Кількість обраних депутатів | %     |
| ---------------------------------------------------------- | --------------------------- | ----- |
| Політична партія «Опозиційний блок»                        | 6                           | 23.08 |
| Політична партія «Українське Об'єднання патріотів — УКРОП» | 4                           | 15.38 |
| Політична партія Всеукраїнське об'єднання «Батьківщина»    | 4                           | 15.38 |
| Радикальна партія Олега Ляшка                              | 3                           | 11.54 |
| Партія «Відродження»                                       | 3                           | 11.54 |
| Партія Блок Петра Порошенка «Солідарність»                 | 2                           | 7.69  |
| Політична партія «Сила людей»                              | 2                           | 7.69  |
| Політична партія «Партія місцевого самоврядування»         | 2                           | 7.69  |

#### За округами
| № округу                                                   | Прізвище, ім'я, по батькові       | Дата нар.  | Освіта              | Партійна приналежність                                           | Відомості |
| ---------------------------------------------------------- | --------------------------------- | ---------- | ------------------- | ---------------------------------------------------------------- | --- |
| Політична Партія «Опозиційний блок»                        |                                   |            |                     |                                                                  | |
| пк                                                         | Лазніков Олександр Михайлович     | 15.02.1962 | вища                | член Політичної Партії «Опозиційний блок»                        | Філія «Вільногірський гірничо-металургійний комбінат» ПрАТ «ЮКРЕЙНІАН КЕМІКАЛ ПРОДАКТС», генеральний директор                                                                                          |
| 11                                                         | Шеремет Констянтин Анатолійович   | 09.09.1965 | вища                | безпартійний                                                     | Філія «Вільногірський гірничо-металургійний комбінат» ПрАТ «ЮКРЕЙНІАН КЕМІКАЛ ПРОДАКТС», заступник директора                                                                                           |
| 12                                                         | Калініченко Олег Григорович       | 21.11.1968 | вища                | безпартійний                                                     | Державне підприємство «Об'єднана гірничо-хімічна компанія» філія «Вільногірський гірничо-металургійний комбінат», керівник служби                                                                      |
| 5                                                          | Камко Світлана Вікторівна         | 15.03.1965 | вища                | член Політичної Партії «Опозиційний блок»                        | тимчасово не працює |
| 8                                                          | Повстень Юлія Миколаївна          | 03.09.1977 | вища                | безпартійна                                                      | Філія «Вільногірський гірничо-металургійний комбінат» ПрАТ «ЮКРЕЙНІАН КЕМІКАЛ ПРОДАКТС», начальник служби юридичного та кадрового забезпечення                                                         |
| 13                                                         | Мелащенко Юрій Миколайович        | 04.10.1960 | вища                | безпартійний                                                     | Філія «Вільногірсь-кий гірничо-металургійний комбінат» ПрАТ «ЮКРЕЙНІАН КЕМІКАЛ ПРОДАКТС», головний гідротехнік                                                                                         |
| політична партія Всеукраїнське об'єднання «Батьківщина»    |                                   |            |                     |                                                                  | |
| пк                                                         | Сміяненко Ірина Володимирівна     | 15.07.1973 | вища                | член політичної партії Всеукраїнське об'єднання «Батьківщина»    | Фермерське господарство «Агромир», менеджер зі збуту |
| 9                                                          | Новікова Олена Олександрівна      | 08.09.1963 | професійно-технічна | член політичної партії Всеукраїнське об'єднання «Батьківщина»    | Фізична особа-підприємець |
| 14                                                         | Мельник Володимир Володимирович   | 15.06.1969 | загальна середня    | член політичної партії Всеукраїнське об'єднання «Батьківщина»    | Фермерське господарство «Агромир», голова господарства |
| 18                                                         | Зубаровський Олександр Сергійович | 25.05.1985 | вища                | член політичної партії Всеукраїнське об'єднання «Батьківщина»    | Фізична особа-підприємець |
| ПОЛІТИЧНА ПАРТІЯ «УКРАЇНСЬКЕ ОБ'ЄДНАННЯ ПАТРІОТІВ — УКРОП» |                                   |            |                     |                                                                  | |
| пк                                                         | Денисюк Валерій Васильович        | 24.07.1962 | вища                | член ПОЛІТИЧНОЇ ПАРТІЇ «УКРАЇНСЬКЕ ОБ'ЄДНАННЯ ПАТРІОТІВ — УКРОП» | ТОВ «Вільногірське скло», менеджер |
| 4                                                          | Дроздіна Людмила Григорівна       | 16.04.1957 | загальна середня    | член ПОЛІТИЧНОЇ ПАРТІЇ «УКРАЇНСЬКЕ ОБ'ЄДНАННЯ ПАТРІОТІВ — УКРОП» | Вільногірська міська рада, секретар |
| 24                                                         | Костін Роман Олександрович        | 16.12.1995 | вища                | член ПОЛІТИЧНОЇ ПАРТІЇ «УКРАЇНСЬКЕ ОБ'ЄДНАННЯ ПАТРІОТІВ — УКРОП» | Фізична особа-підприємець |
| 7                                                          | Смирнов Володимир Олександрович   | 18.10.1959 | вища                | член ПОЛІТИЧНОЇ ПАРТІЇ «УКРАЇНСЬКЕ ОБ'ЄДНАННЯ ПАТРІОТІВ — УКРОП» | Державне підприємство «Об'єднана гірничо-хімічна компанія» філія «Вільногірський гірничо-металургійний комбінат», менеджер з персоналу                                                                 |
| Партія «Відродження»                                       |                                   |            |                     |                                                                  | |
| пк                                                         | Демчишак Юрій Михайлович          | 12.12.1963 | професійно-технічна | член Партії «Відродження»                                        | пенсіонер |
| 23                                                         | Крижан Тетяна Миколаївна          | 22.06.1959 | вища                | член Партії «Відродження»                                        | Комунальний заклад загальноосвітня школа № 5, директор |
| 17                                                         | Василенко Володимир Павлович      | 07.10.1966 | вища                | член Партії «Відродження»                                        | Державне підприємство «Об'єднана гірничо-хімічна компанія» філія «Вільногірський гірничо-металургійний комбінат», начальник виробничо-технічної служби                                                 |
| Радикальна партія Олега Ляшка                              |                                   |            |                     |                                                                  | |
| пк                                                         | Крюков Євген Володимирович        | 26.05.1981 | вища                | член Радикальної партії Олега Ляшка                              | Приватне підприємство «ЄВКУЛЬТРА-СІСТЕМС», директор |
| 6                                                          | Тронько Олександр Михайлович      | 06.05.1987 | вища                | член Радикальної партії Олега Ляшка                              | Підстанція ПС750кВ «Дніпровська» Дніпропетровських магістральних електричних мереж, інженер з релейного захисту та протиава-рійної автоматики                                                          |
| 13                                                         | Єгоров Максим Леонідович          | 21.06.1989 | вища                | член Радикальної партії Олега Ляшка                              | Філія «Вільногірсь-кий гірничо-металургійний комбінат» ПрАТ «ЮКРЕЙНІАН КЕМІКАЛ ПРОДАКТС», електрослюсар                                                                                                |
| ПАРТІЯ "БЛОК ПЕТРА ПОРОШЕНКА «СОЛІДАРНІСТЬ»                |                                   |            |                     |                                                                  | |
| пк                                                         | Федоранич Артем Вікторович        | 28.09.1985 | вища                | член ПАРТІЇ "БЛОК ПЕТРА ПОРОШЕНКА «СОЛІДАРНІСТЬ»                 | Державне підприємство «Об'єднана гірничо-хімічна компанія» філія «Вільногірсь-кий гірничо-металургійний комбінат», заступник начальника виробничо-технічної служби гірничо- транспорт-ного виробництва |
| 18                                                         | Шульгань Андрій Анатолійович      | 14.07.1976 | вища                | член ПАРТІЇ "БЛОК ПЕТРА ПОРОШЕНКА «СОЛІДАРНІСТЬ»                 | Державне підприємство «Об'єднана гірничо-хімічна компанія» філія «Вільногірський гірничо-металургійний комбінат», керівник гірничо-транспортного виробництва                                           |
| Політична партія «Партія місцевого самоврядування»         |                                   |            |                     |                                                                  | |
| пк                                                         | Архипова Світлана Олександрівна   | 24.02.1977 | вища                | член Політичної партії «Партія місцевого самоврядування»         | тимчасово не працює |
| 4                                                          | Бундз Олександр Йосипович         | 08.03.1980 | вища                | член Політичної партії «Партія місцевого самоврядування»         | Комунальне підприємство «Вільногірська центральна міська лікарня», лікар |
| Політична партія «Сила людей»                              |                                   |            |                     |                                                                  | |
| пк                                                         | Скрипник Олена Павлівна           | 21.02.1969 | вища                | член Політичної партії «Сила людей»                              | Фізична особа-підприємець |
| 3                                                          | Буряк Іван Іванович               | 15.06.1962 | вища                | безпартійний                                                     | Фізична особа-підприємець |

### Депутати VI скликання
За результатами місцевих виборів 2010 року депутатами ради стали:

#### За суб'єктами висування
| Суб'єкт висування                                       | Кількість обраних депутатів | %    |
| ------------------------------------------------------- | --------------------------- | ---- |
| Партія регіонів                                         | 19                          | 52,8 |
| Політична партія Всеукраїнське об'єднання «Батьківщина» | 5                           | 13,9 |
| Комуністична партія України                             | 4                           | 11,1 |
| Політична партія «Фронт Змін»                           | 4                           | 11,1 |
| Політична партія «Сильна Україна»                       | 2                           | 5,6  |
| Єдиний Центр                                            | 1                           | 2,8  |
| Політична партія «Україна Майбутнього»                  | 1                           | 2,8  |

#### За округами
| № округу                                                | Прізвище, ім'я, по батькові        | Дата визнання обраним | Освіта  | Партійна приналежність                        | Відомості про обраного депутата |
| ------------------------------------------------------- | ---------------------------------- | --------------------- | ------- | --------------------------------------------- | --- |
| Єдиний Центр                                            |                                    |                       |         |                                               | |
| 2                                                       | Буряк Іван Іванович                | 01.11.2010            | вища    | член Єдиного Центру                           | КП"Благоустрій", керівник |
| Комуністична партія України                             |                                    |                       |         |                                               | |
| б/м                                                     | Антоньязов Віктор Утузвайлович     | 01.11.2010            | середня | член Комуністичної партії України             | пенсіонер |
| б/м                                                     | Голядинець Олена Миколаївна        | 01.11.2010            | вища    | член Комуністичної партії України             | ООО"Вільноірське скло", майстер зміни                                                                                               |
| 7                                                       | Коцюба Сергій Миколайович          | 01.11.2010            | вища    | позапартійний                                 | загальноосвітня школа № 3, директор                                                                                                 |
| 17                                                      | Безпальчук Володимир Володимирович | 01.11.2010            | вища    | позапартійний                                 | філія Вільногірський гірничо-металургійний комбінат ЗАТ «Кримський Титан», рудник, заступник головного механіка                     |
| Партія регіонів                                         |                                    |                       |         |                                               | |
| б/м                                                     | Ніхаєнко Олександр Васильович      | 01.11.2010            | вища    | член Партії регіонів                          | філія Вільногірський гірничо-металургійний комбінат ЗАТ «Кримський Титан», начальник відділу соцзабезпечення                        |
| б/м                                                     | Мелащенко Юрій Миколайович         | 01.11.2010            | вища    | член Партії регіонів                          | філія Вільногірський гірничо-металургійний комбінат ЗАТ «Кримський Титан», головний гідротехнік                                     |
| б/м                                                     | Русак Тетяна Григорівна            | 01.11.2010            | вища    | член Партії регіонів                          | філія Вільногірський гірничо-металургійний комбінат ЗАТ «Кримський Титан» ", головний бухгалтер                                     |
| б/м                                                     | Біленко Віктор Миколайович         | 01.11.2010            | вища    | член Партії регіонів                          | філія Вільногірський гірничо-металургійний комбінат ЗАТ «Кримський Титан», заступник генерального директора з соціальних питань     |
| б/м                                                     | Білоус Олександр Михайлович        | 01.11.2010            | вища    | член Партії регіонів                          | філія Вільногірський гірничо-металургійний комбінат ЗАТ «Кримський Титан», заступник генерального директора з охорони праці         |
| б/м                                                     | Федотова Тетяна Віталіївна         | 01.11.2010            | вища    | член Партії регіонів                          | філія Вільногірський гірничо-металургійний комбінат ЗАТ «Кримський Титан», начальник бюро центральної бухгалтерії                   |
| б/м                                                     | Камко Світлана Вікторівна          | 01.11.2010            | вища    | член Партії регіонів                          | тимчасово не працює |
| б/м                                                     | Шаповалова Ольга Петрівна          | 01.11.2010            | вища    | член Партії регіонів                          | Вільногірська загальноосвітня школа № 2, вчитель                                                                                    |
| б/м                                                     | Шуть Микола Іванович               | 01.11.2010            | вища    | член Партії регіонів                          | Вільногірська міська рада, начальник відділу з питань організаційної роботи з засобами масової інформації                           |
| 1                                                       | Лисенко Володимир Геннадійович     | 01.11.2010            | вища    | член Партії регіонів                          | філія Вільногірський гірничо-металургійний комбінат ЗАТ «Кримський Титан», начальник гірничо-транспортного підприємства             |
| 3                                                       | Дроздіна Людмила Григорівна        | 01.11.2010            | середня | член Партії регіонів                          | Вільногірська міська рада, секретар                                                                                                 |
| 4                                                       | Черниш Володимир Іванович          | 01.11.2010            | вища    | член Партії регіонів                          | філія Вільногірський гірничо-металургійний комбінат ЗАТ «Кримський Титан», слюсар                                                   |
| 5                                                       | Разов Сергій Вікентійович          | 01.11.2010            | вища    | член Партії регіонів                          | відділ освіти, начальник |
| 6                                                       | Гончар Іван Іванович               | 01.11.2010            | вища    | член Партії регіонів                          | філія Вільногірський гірничо-металургійний комбінат ЗАТ «Кримський Титан», начальник автоколони гірничо- транспортного підприємства |
| 8                                                       | Носов Костянтин Володимирович      | 01.11.2010            | вища    | член Партії регіонів                          | філія Вільногірський гірничо-металургійний комбінат ЗАТ «Кримський Титан», голова профспілкового комітету                           |
| 9                                                       | Біленко Володимир Миколайович      | 01.11.2010            | вища    | член Партії регіонів                          | ТОВ «Вільногірське скло», начальник скляного цеху                                                                                   |
| 12                                                      | Духанін Сергій Юрійович            | 01.11.2010            | вища    | член Партії регіонів                          | філія Вільногірський гірничо-металургійний комбінат ЗАТ «Кримський Титан», головний енергетик                                       |
| 13                                                      | Євтушенко Ігор Анатолійович        | 01.11.2010            | вища    | член Партії регіонів                          | Вільногірська міська організація Дніпропетровського об'єднання ветеранів Афганістану, голова                                        |
| 18                                                      | Денисов Василь Матвійович          | 01.11.2010            | вища    | член Партії регіонів                          | пенсіонер |
| Політична партія Всеукраїнське об'єднання «Батьківщина» |                                    |                       |         |                                               | |
| б/м                                                     | Денисюк Валерій Васильович         | 01.11.2010            | вища    | член Всеукраїнського об'єднання «Батьківщина» | ТОВ «Вільногірське скло», менеджер                                                                                                  |
| б/м                                                     | Сміяненко Ірина Володимирівна      | 01.11.2010            | вища    | член Всеукраїнського об'єднання «Батьківщина» | приватний підприємець |
| б/м                                                     | Скрипник Олена Павлівна            | 01.11.2010            | вища    | член Всеукраїнського об'єднання «Батьківщина» | палац культури і спорту «Металург», керівник театру мініатюр                                                                        |
| 10                                                      | Мельник Володимир Володимирович    | 01.11.2010            | середня | член Всеукраїнського об'єднання «Батьківщина» | фермерське господарство, голова |
| 15                                                      | Човрі Тетяна Євгенівна             | 01.11.2010            | вища    | член Всеукраїнського об'єднання «Батьківщина» | загальноосвітня школа № 5, заступник директора з навчально-виховної роботи                                                          |
| Політична партія «Сильна Україна»                       |                                    |                       |         |                                               | |
| б/м                                                     | Волощук Олександр Олександрович    | 01.11.2010            | вища    | член Політичної партії «Сильна Україна»       | ТОВ «Ант», заступник директора |
| 11                                                      | Смирнов Володимир Олександрович    | 01.11.2010            | вища    | член Політичної партії «Сильна Україна»       | філія Вільногірський гірничо-металургійний комбінат ЗАТ «Кримський Титан», директор з управління персоналом                         |
| Політична партія «Україна Майбутнього»                  |                                    |                       |         |                                               | |
| б/м                                                     | Демчишак Юрій Михайлович           | 01.11.2010            | середня | член Політичної партії «Україна Майбутнього»  | пенсіонер |
| Політична партія «Фронт Змін»                           |                                    |                       |         |                                               | |
| б/м                                                     | Федоранич Артем Вікторович         | 01.11.2010            | вища    | член Політичної партії «Фронт Змін»           | філія Вільногірський Гірничо-металургійний комбінат ЗАТ «Кримський Титан», майстер гірничий дільниці гірничих робіт № 2             |
| б/м                                                     | Калюга Олександр Володимирович     | 01.11.2010            | вища    | член Політичної партії «Фронт Змін»           | ЗАТ «Буддеталь», головний енергетик                                                                                                 |
| 14                                                      | Прокопенко Олександр Іванович      | 01.11.2010            | вища    | член Політичної партії «Фронт Змін»           | філія Вільногірський гірничо-металургійний комбінат ЗАТ «Кримський Титан», головний механік                                         |
| 16                                                      | Глезер Ігор Мусійович              | 01.11.2010            | вища    | член Політичної партії «Фронт Змін»           | приватний підприємець, електромеханік                                                                                               |